# NGC 5809
NGC 5809 في الفهرس العام الجديد، هي مجرة، تقع في كوكبة الميزان. اكتشفت في 5 يونيو 1836 بواسطة جون هيرشل.

## روابط خارجية
- NGC 5809 على موقع ويكي سكاي: DSS2, SDSS, GALEX, IRAS, Hydrogen α, X-Ray, Astrophoto, Sky Map, Articles and images